# Letland ved vinter-OL 2018
Letland deltog i vinter-OL 2018 i Pyeongchang, Sydkorea i perioden 9. – 25. februar 2018.

## Deltagere
Følgende atleter vil deltage i nedennævnte sportsgrene: 
| Sportsgren            | Herrer | Damer | Total |
| --------------------- | ------ | ----- | ----- |
| Alpint skiløb         | 1      | 1     | 2     |
| Bobslæde              | 8      | 0     | 8     |
| Hurtigløb på skøjter  | 1      | 0     | 1     |
| Kunstskøjteløb        | 1      | 1     | 2     |
| Kælk                  | 7      | 3     | 10    |
| Langrend              | 1      | 2     | 3     |
| Short track skøjteløb | 2      | 0     | 2     |
| Skeleton              | 2      | 1     | 3     |
| Skiskydning           | 2      | 1     | 3     |
| Total                 | 25     | 9     | 34    |

## Medaljer
| 2018 Pyeongchang | Guld | Sølv | Bronze | Total |
| Letland          | 0    | 0    | 1      | 1     |

### Medaljevindere
| Medalje | Navn                           | Sport    | Event         | Dato        |
| ------- | ------------------------------ | -------- | ------------- | ----------- |
| Bronze  | Jānis Strenga Oskars Melbārdis | Bobslæde | Toer bob mænd | 19. februar |